# 762

## أحداث
- تأسيس مدينة بغداد على يد أبو جعفر المنصور وتقع حاليا في العراق.
- العباسيون يجعلون من بغداد عاصمة لهم.

## مواليد
- عمران بن مجالد
- أبو نواس ؛ الحسن بن هانئ بن الصباح الحكمي الدمشقي، الشاعر المعروف.

## وفيات
- رؤبة بن العجاج
- خالد بن صفوان التميمي
- لي باي